# Biblioteca Nacional de São Tomé e Príncipe
A Biblioteca Nacional de São Tomé e Príncipe, localizada na capital São Tomé, é a Biblioteca nacional da República de São Tomé e Príncipe. 
A Biblioteca Nacional de São Tomé e Príncipe é responsável pelo sistema do depósito legal em São Tomé e Príncipe, estando ainda em vigor o decreto-lei n.º 38684, de 18/03/1952, para todas as antigas colónias portuguesas. Decorrem expedientes administrativos para a sua revogação e actualização.

## História
Enquanto colónia portuguesa, a biblioteca da câmara municipal da cidade de São Tomé foi a mais importante biblioteca na colónia, com 3.500 títulos e 5.000 exemplares.
Depois da independencia do país em 1975 foram instalados novos serviços no edifício da câmara. Na consequência, a biblioteca caiu em decadência até ser fechada por completo. O seu acervo foi repartido entre a então criada Sala de Leitura Francisco José Tenreiro, e o Centro de Documentação Técnica e Científica, ambos na capital.
Quando os proprietários dos espaços reivindicaram a devolução dos espaços onde as bibliotecas estavam instaladas, o Estado criou o Centro Cultural Francisco José Tenreiro, em homenagem ao poeta são-tomense Francisco José Tenreiro. Constituia a única biblioteca pública em funcionamento no país por mais de uma década. Só a partir da década dos anos 1990 começaram a surgir novas bibliotecas nas capitais dos distritos são-tomenses.
Em 1994 surgiu a Biblioteca da Assembleia Nacional. No entanto mantinha-se a carência de um espaço adequando e tecnicamente bem equipado para albergar uma biblioteca pública.
Construido de raiz e financiado pela República Popular da China, foi inaugarado em maio de 2002 o novo edifício da recém criada Biblioteca Nacional de São Tomé e Príncipe.